# Schwartzia brasiliensis
Schwartzia brasiliensis är en tvåhjärtbladig växtart som först beskrevs av Jacques Denis Choisy och fick sitt nu gällande namn av Bedell, Gir.-cañas. Schwartzia brasiliensis ingår i släktet Schwartzia och familjen Marcgraviaceae. Inga underarter finns listade i Catalogue of Life.

## Bildgalleri

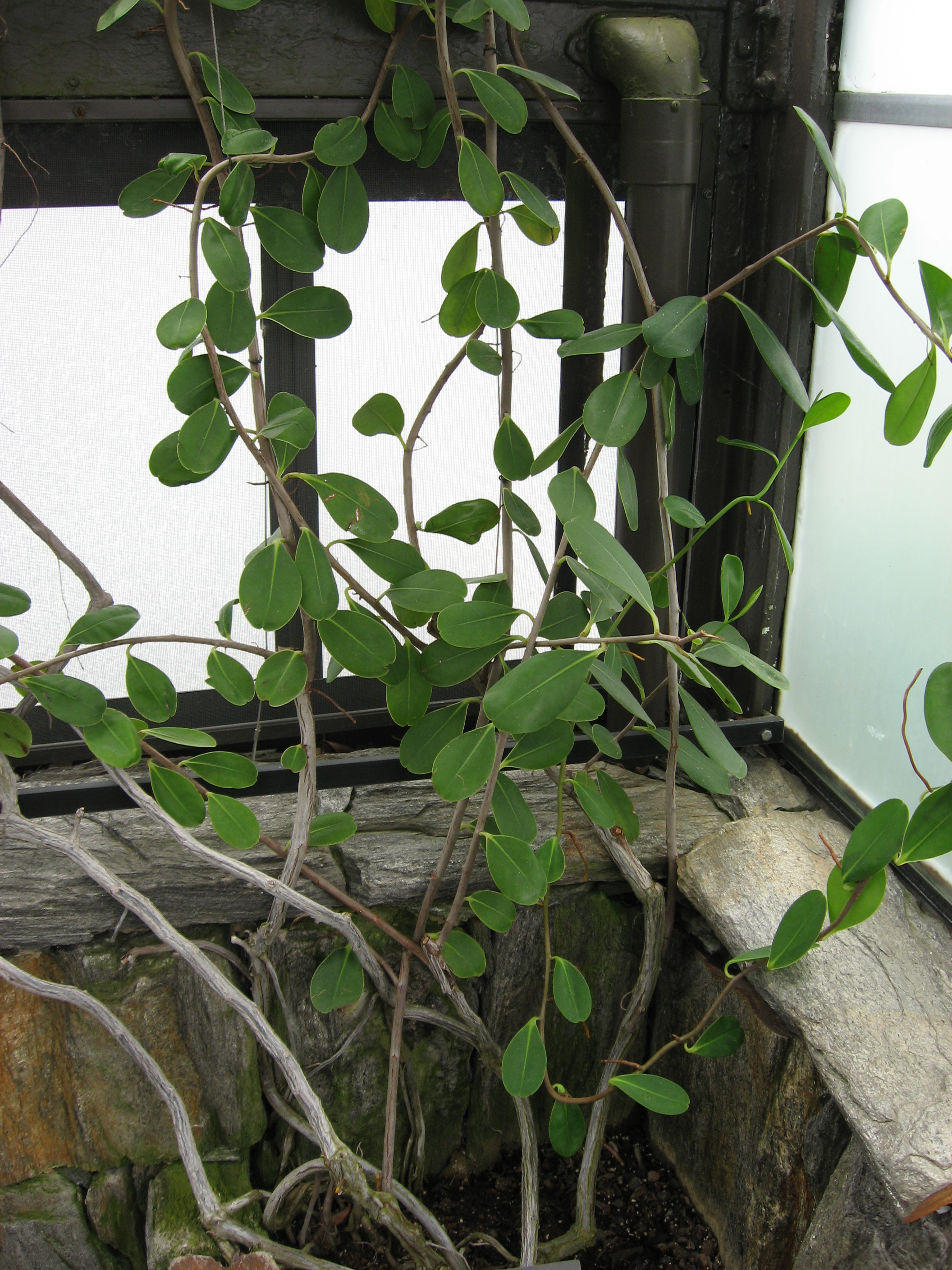